# Траянов, Теодор
Теодор Василев Траянов (болг. Теодор Василев Траянов; 30 января 1882, Пазарджик — 15 января 1945, София) — болгарский поэт — символист, литературный критик, переводчик, дипломат, шахматный деятель, педагог. Один из величайших поэтов Болгарии.

## Биография
Родился в семье судьи и учительницы, выходцев из Вардарской Македонии. Брат Асена Траянова (1885—1940), военного инженера и картографа.
Окончил в 1900 году физико-математический факультет Софийского университета, затем Венский политехнический институт (1901—1908). Дипломированный архитектор.
Добровольцем участвовал в двух Балканских войнах (1912—1913). Сражался под командованием Христо Чернопеева.
Был членом болгарской делегации в Вене (1914—1920), работал в болгарском генеральном консульстве в Бреслау (ныне Вроцлав, 1922). В 1923 году вернулся в Болгарию и занялся литературной деятельностью. В 1926—1933 годах работал учителем в Первой средней школе для мальчиков в Софии.
Шахматист. Участник и победитель первого неофициального чемпионата Болгарии по шахматам (1907). В 1931 г. стал председателем новосозданного Болгарского шахматного союза . 13 апреля 1936 г. сыграл вничью партии с Александром Алехиным на турнире в Софии.

## Творчество
Признан классиком болгарской литературы.
Наряду с Пейо Яворовым считается основоположником болгарского символизма.
Дебютировал как поэт в 1899 году. Автор ряда сборников поэзии, статей и рецензий в области литературы, театра и музыки.
Перевёл драмы «Ричард III» Шекспира, «Заговор Фиеско в Генуе» Шиллера, «Принц Фридрих Гомбургский» Генриха фон Клейста и другие.
Некоторые стихи Теодора Траянова были переведены на английский язык и вошли в антологии.

## Избранная библиография
- Regina mortua. Стихотворения. 1909
- Химни и балади. Избрани стихотворения. 1902—1909. 1912
- Български балади. 1921, 1995
- Песен на песните. 1923
- Романтични песни. София, 1926
- Освободеният човек. 1905—1911, 1929
- Пълно събрание на съчиненията: Т. 1 — 3: Т. 3 София: Ст. Атанасов 1929.
- Декламаториум. Най-популярни песни и поеми. 1932
- Пешо чорлавият. Истории за непослушни деца. Нагодил на бълг. ез…, 1933
- Пантеон, 1934.
- Най-хубавите басни за деца. Нагодил на бълг. ез… 1934
- Едно, две, три… Стихове от… Пантеон. 1934
- Земя и дух. 1921—1926. Кн. 1. 1941
- Избрани стихотворения. 1966
- Избрани творби. 1981
- Венчани духовно Дневник и стихотворения: Писма от Теодор Траянов. София УИ «Св. Кл. Охридски» 2000.

Почётный гражданин Пазарджика.